# 阿尔戈斯河畔沙泽
阿尔戈斯河畔沙泽（法語：Chazé-sur-Argos，法語發音：[ʃaze syʁ aʁɡos] ⓘ）是法国曼恩-卢瓦尔省的一个市镇，属于瑟格雷区。

## 地理
阿尔戈斯河畔沙泽（47°37'4"N, 0°53'34"W）面积30.82 平方千米，位于法国卢瓦尔河地区大区曼恩-卢瓦尔省，该省份为法国西部内陆省份，大致对应安茹地区，北起顺时针与马耶讷省、萨尔特省、安德尔-卢瓦尔省、维埃纳省、德塞夫勒省、旺代省、大西洋卢瓦尔省和伊勒-维莱讷省接壤。
与阿尔戈斯河畔沙泽接壤的市镇（或旧市镇、城区）包括：昂格里、卢瓦雷、安茹地区埃德尔、蓝色安茹地区瑟格雷。
阿尔戈斯河畔沙泽的时区为UTC+01:00、UTC+02:00（夏令时）。

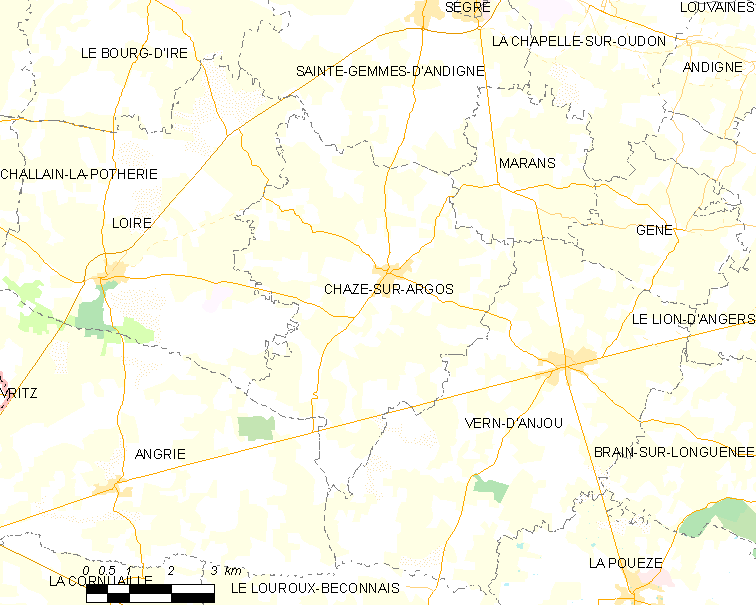
阿尔戈斯河畔沙泽的OSM定位图

## 行政
阿尔戈斯河畔沙泽的邮政编码为49500，INSEE市镇编码为49089。

## 政治
阿尔戈斯河畔沙泽所属的省级选区为蓝色安茹地区瑟格雷县。

## 人口

1962-2008年间阿尔戈斯河畔沙泽人口变化图示

阿尔戈斯河畔沙泽于2022年1月1日时的人口数量为1067人。